# Volmetalbrücke
Die Volmetalbrücke ist eine 1740 m lange Hochstraße am nordöstlichen Rand von Eilpe, einem Ortsteil Hagens.
Der Brückenzug liegt im Verlauf der Volmetalstraße, einem Abschnitt der Bundesstraße 54 und überspannt unter anderem die Volme, die Volmetalbahn sowie die Landesstraßen 528 und 693 und weitere Stadtstraßen. Die Brücke besitzt größtenteils zwei Fahrstreifen; im mittleren Abschnitt sind vier Fahrstreifen vorhanden.
Das Bauwerk besteht aus einem Überbau. Der Brückenzug wurde in den Jahren 1971 bis 1977 abschnittsweise, entsprechend den zur Verfügung gestellten Gelder, hergestellt. Ursprünglich war er als Teil einer Stadtautobahn geplant.
Die Volmetalbrücke wurde am Nachmittag des 27. September 2023 aus Sicherheitsgründen voll gesperrt. Grund ist eine Schadenserweiterung am Bauwerk.

## Konstruktion

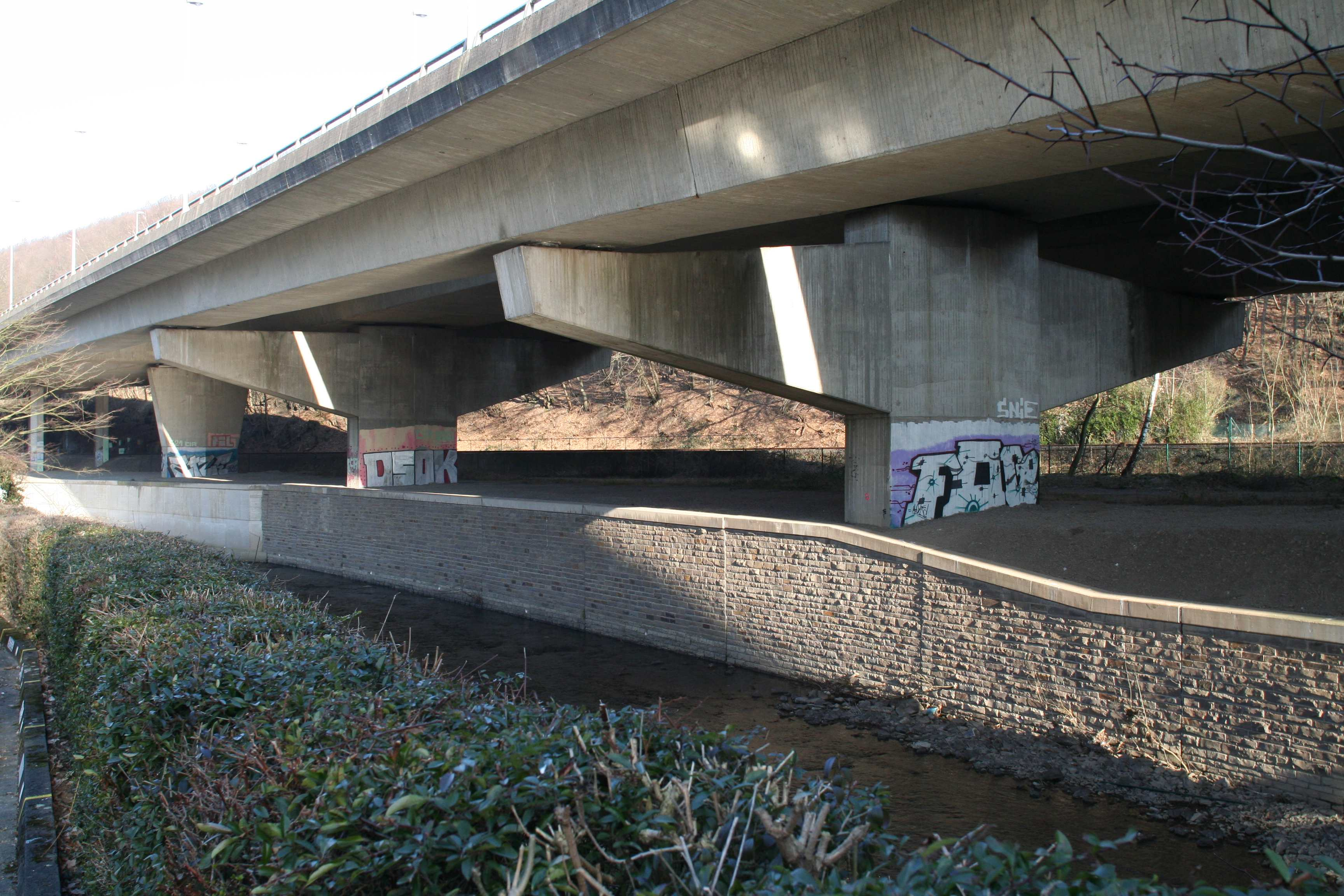
Hammerkopfpfeiler in Eilpe
(4. Brückenabschnitt)

Das Bauwerk ist eine Balkenbrücke aus Spannbeton, die 41 Öffnungen besitzt. Der Brückenüberbau hat einen Hohlkastenquerschnitt mit einer einheitlichen Konstruktionshöhe von 2,42 m und leicht schrägen Stegen. Er ist in Längsrichtung in sechs Durchlaufträgerabschnitte, jeweils durch Dehnfugen getrennt, untergliedert. Getragen wird der Überbau im Regelfall von mittig angeordneten Pfeilern, die einen sechseckigen massiven Querschnitt besitzen und flach gegründet sind.
Der erste, nördliche Brückenabschnitt hat sieben Öffnungen und eine Länge von 285,3 m. Die Stützweiten betragen im westlichen Endfeld 25,3 m; es folgen vier Felder mit 43 m und zwei Felder mit 44 m Länge. Der Hohlkastenquerschnitt besitzt eine Zelle und eine Fahrbahnplattenbreite von 10,5 m.
Der zweite Brückenabschnitt hat wiederum sieben Öffnungen und bei einheitlichen Stützweiten von 44 m eine Länge von 308 m. Aufgrund einer späteren Anschlussmöglichkeit ist in diesem Brückensegment anfangs ein fünfzelliger Brückenquerschnitt mit 31,8 m Breite vorhanden, der im vierstreifigen Straßenteil in einen dreizelligen Querschnitt mit 23,0 m Breite übergeht.
Der nächste Brückenabschnitt hat acht Öffnungen und bei einheitlichen Stützweiten von 44 m eine Länge von 352 m. Der Hohlkastenquerschnitt besitzt drei Zellen und eine Fahrbahnplattenbreite von 23 m.
Der vierte Brückenabschnitt hat erneut sieben Öffnungen und bei einheitlichen Stützweiten von 44 m eine Länge von 308 m. Der Hohlkastenquerschnitt wird vor den seitlichen Auf- bzw. Abfahrtsrampen maximal 33,2 m breit. Die östliche Auffahrtsrampenbrücke hat eine Länge von 124,8 m, die westliche Abfahrtsrampe 258,8 m. Der Überbau der Hauptbrücke besitzt in dem restlichen Teil einen zweizelligen Querschnitt mit 15,0 m Breite.
Der fünfte Brückenabschnitt hat neun Öffnungen und bis auf das letzte Feld mit 36 m Spannweite, Stützweiten von 44 m und damit eine Länge von 388 m. Der Hohlkastenquerschnitt besitzt zwei Zellen und eine Fahrbahnplattenbreite von 15 m.
Der letzte, 99 m lange Brückenabschnitt besteht aus drei Feldern mit einheitlich 33 m Stützweite. Hier ist ein Plattenbalkenquerschnitt vorhanden, dessen Breite aufgrund einer Abfahrtsrampe von 19 m auf 24 m wächst. Die Rampenbrücke hat eine Länge von 253,1 m.

## Bauausführung
Die ersten drei Brückensegmente wurden, bis auf den Abschnitt mit der Brückenverbreiterung, mit einem Vorschubgerüst hergestellt, die restlichen Abschnitte einschließlich der Rampenbrücken mit einem umsetzbaren Lehrgerüst.